# Municipio 13 Haw River
El municipio 13 Haw River (en inglés: Township 13, Haw River) es un municipio ubicado en el  condado de Alamance en el estado estadounidense de Carolina del Norte. En el año 2010 tenía una población de 5.551 habitantes.

## Geografía
El municipio 13 Haw River se encuentra ubicado en las coordenadas 36°6′36.87″N 79°20′40.13″O / 36.1102417, -79.3444806.